# 龚相
龚相，历阳（今安徽和县）人，宋朝政治人物。
龚相曾于1153年接替吴惇仁任华亭县知县一职，由黄瑀接任。